# ララムーブ

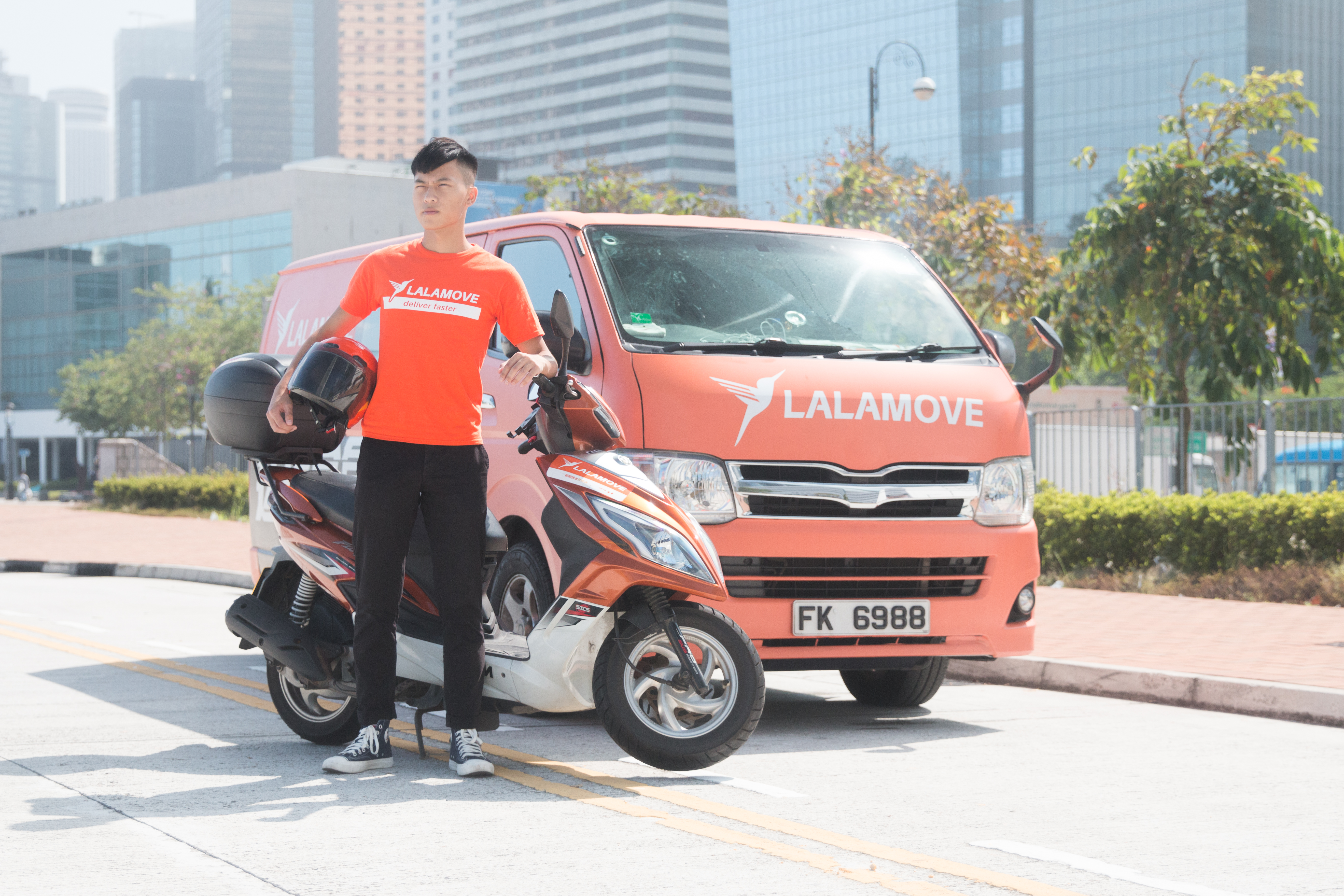
香港のララムーブ配送車両とドライバー

Lalamove（ララムーブ）は、主にアジアとラテンアメリカの一部で事業を展開する配送・物流会社である。同社のサービスは、香港、台北、シンガポール、クアラルンプール、マニラ、セブ、バンコク、パタヤ、ホーチミンシティ、ハノイ、ジャカルタ、ダッカ、サンパウロ、リオデジャネイロ、メキシコシティで利用できる。